# Jal Mahal
Pour les articles homonymes, voir Mahal (homonymie).
Le Jal Mahal (« palais sur l'eau ») est un palais situé au milieu du lac Man Sagar (en) à Jaipur, au Rajasthan en Inde. Un premier bâtiment est construit, peut-être dès 1699. Le palais est ensuite rénové et agrandi sous le règne de Jai Singh II.

## Références

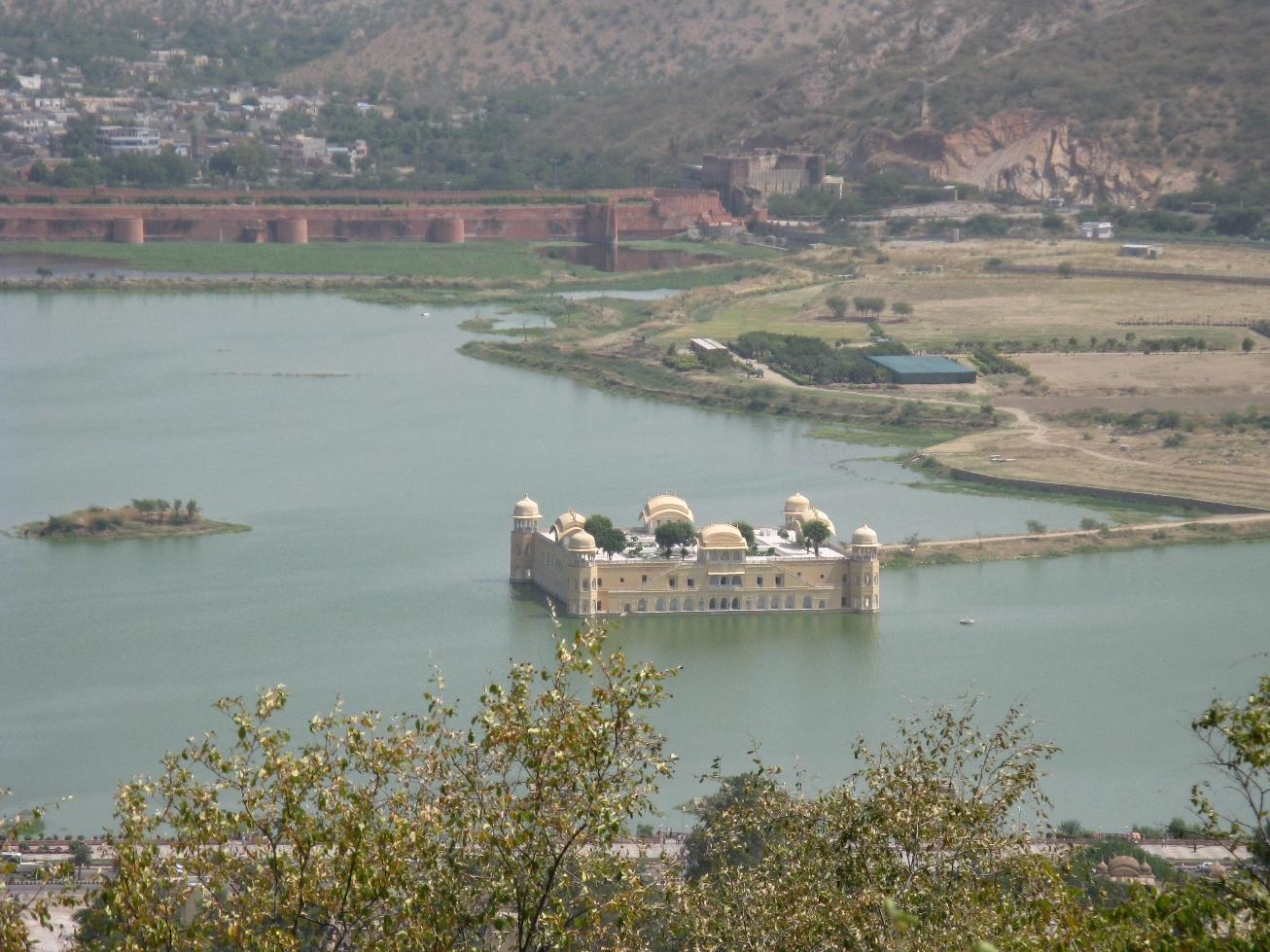
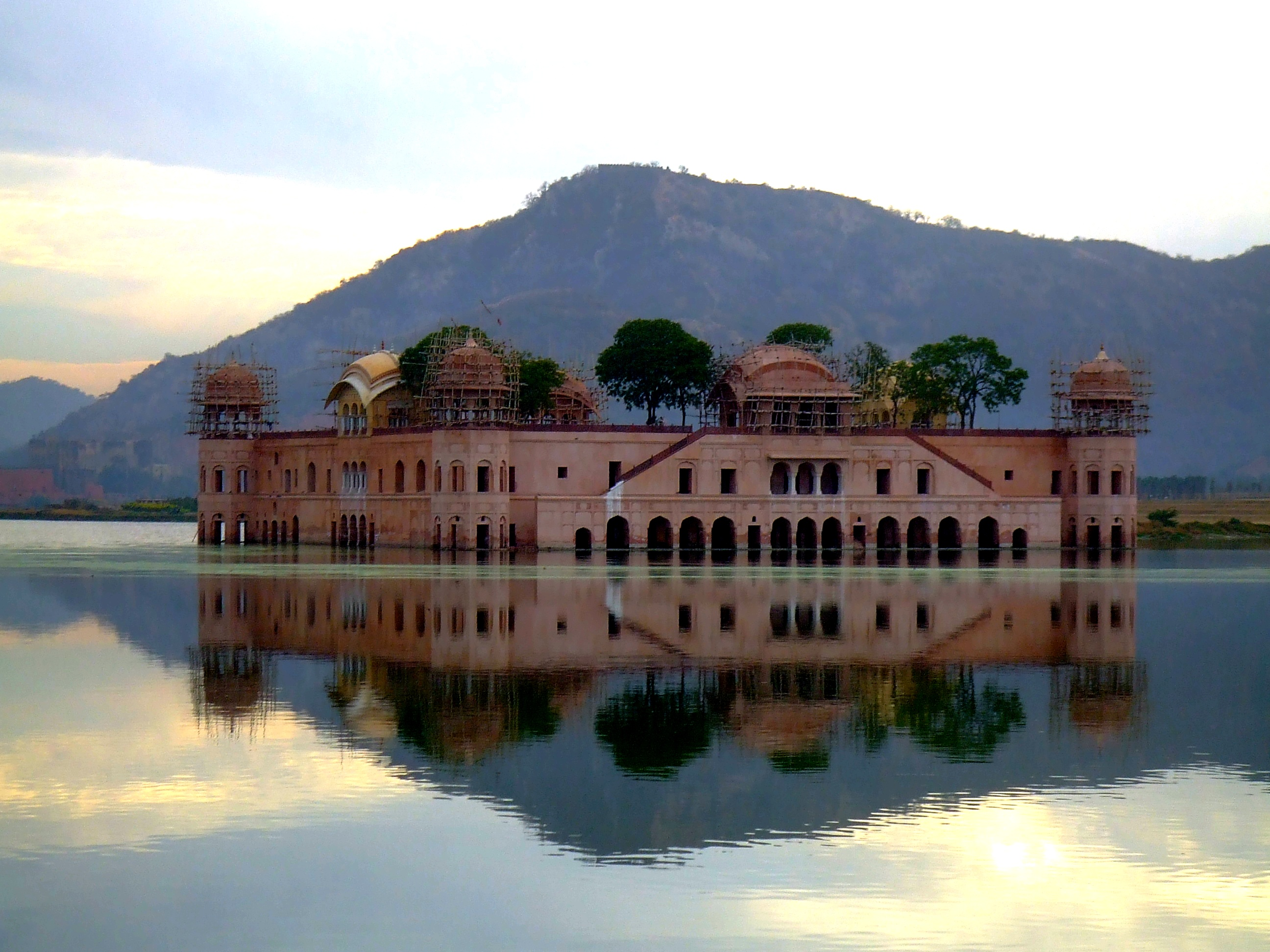
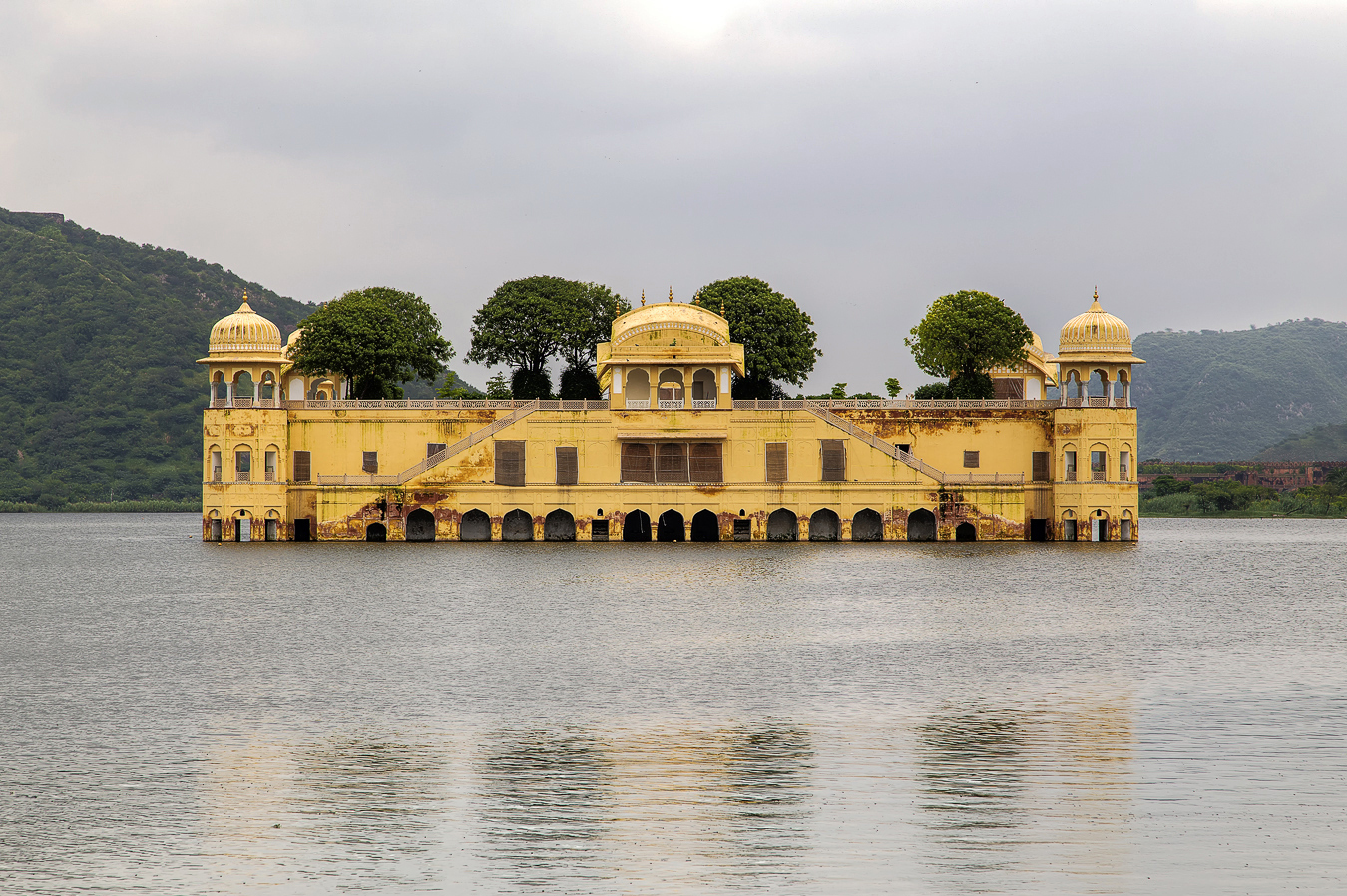